# Skeena

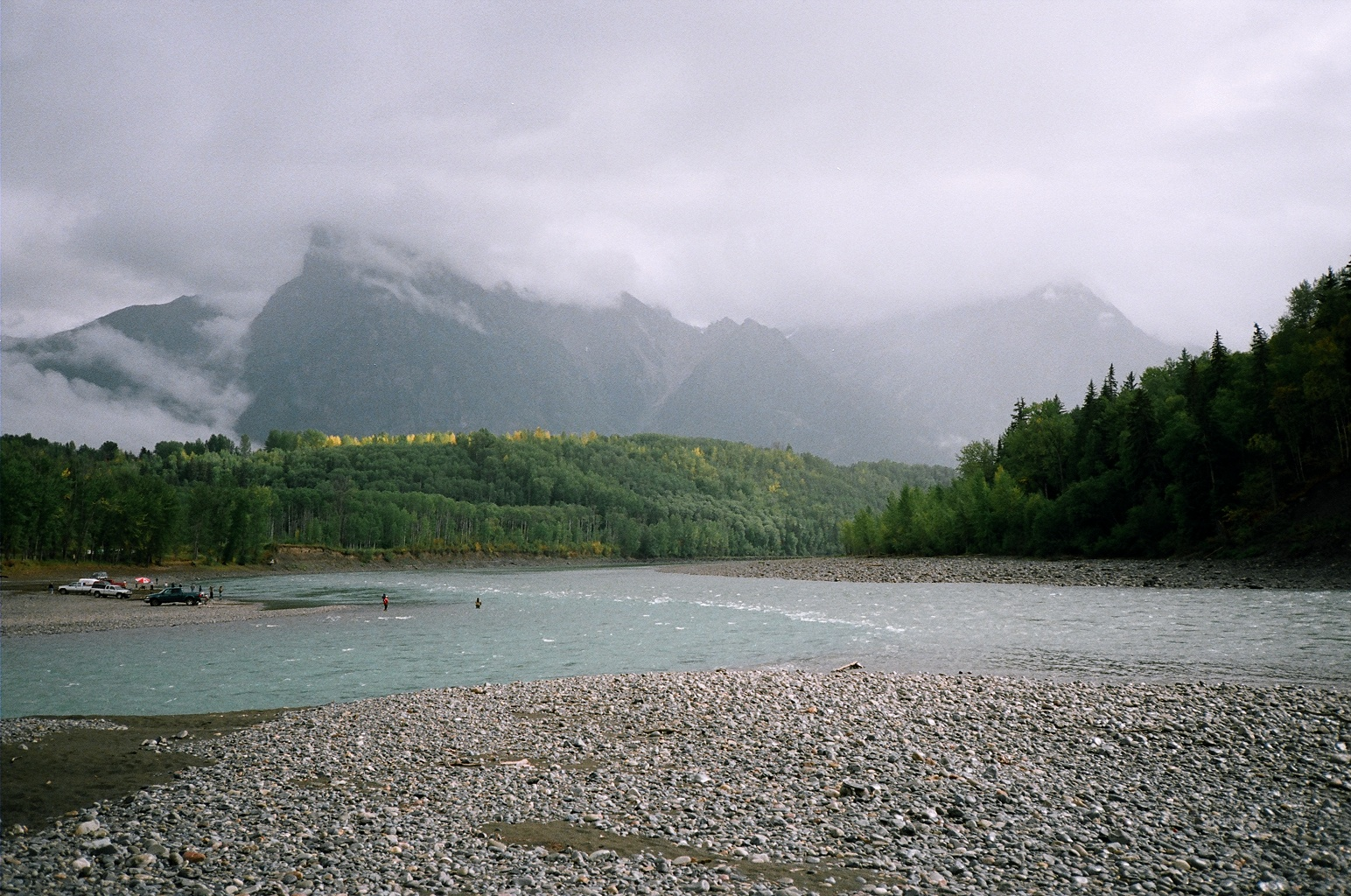
La confluenza tra lo Skeena (a destra) ed il Bulkley River, nei pressi di Hazelton.

Il fiume Skeena (Skeena River) è un fiume che scorre nella provincia della Columbia Britannica in Canada. Con una lunghezza di 570 km, è il secondo fiume più lungo che scorre interamente in questa provincia (dopo il Fraser).

## Percorso
Le sorgenti dello Skeena si trovano all'estrémità sud dello Spatsizi Plateau dove la natura è ancora completamente vergine e selvaggia, scorre verso sud  attraversando i monti Skeena, quindi gira verso ovest per finire nell'oceano Pacifico in prossimità della città di Prince Rupert, di fronte alle isole della regina Carlotta. La sua foce forma la baia di Chatham Sound.

## Idrologia
Lo Skeena è lungo 570 km ed il suo Bacino idrografico è di 54 432 km2. Il bacino dello Skeena ha, all'incirca, la forma di un triangolo di    circa 350 km. di lato.:

Il bacino comprende undici bacini secondari : Ecstall, Gitnadoix, Kitsumkalum, Lakelse, Zymoetz, Kitwanga, Kispiox, Bear/Sustut, Babine, Bulkley/Morice e Upper Skeena.

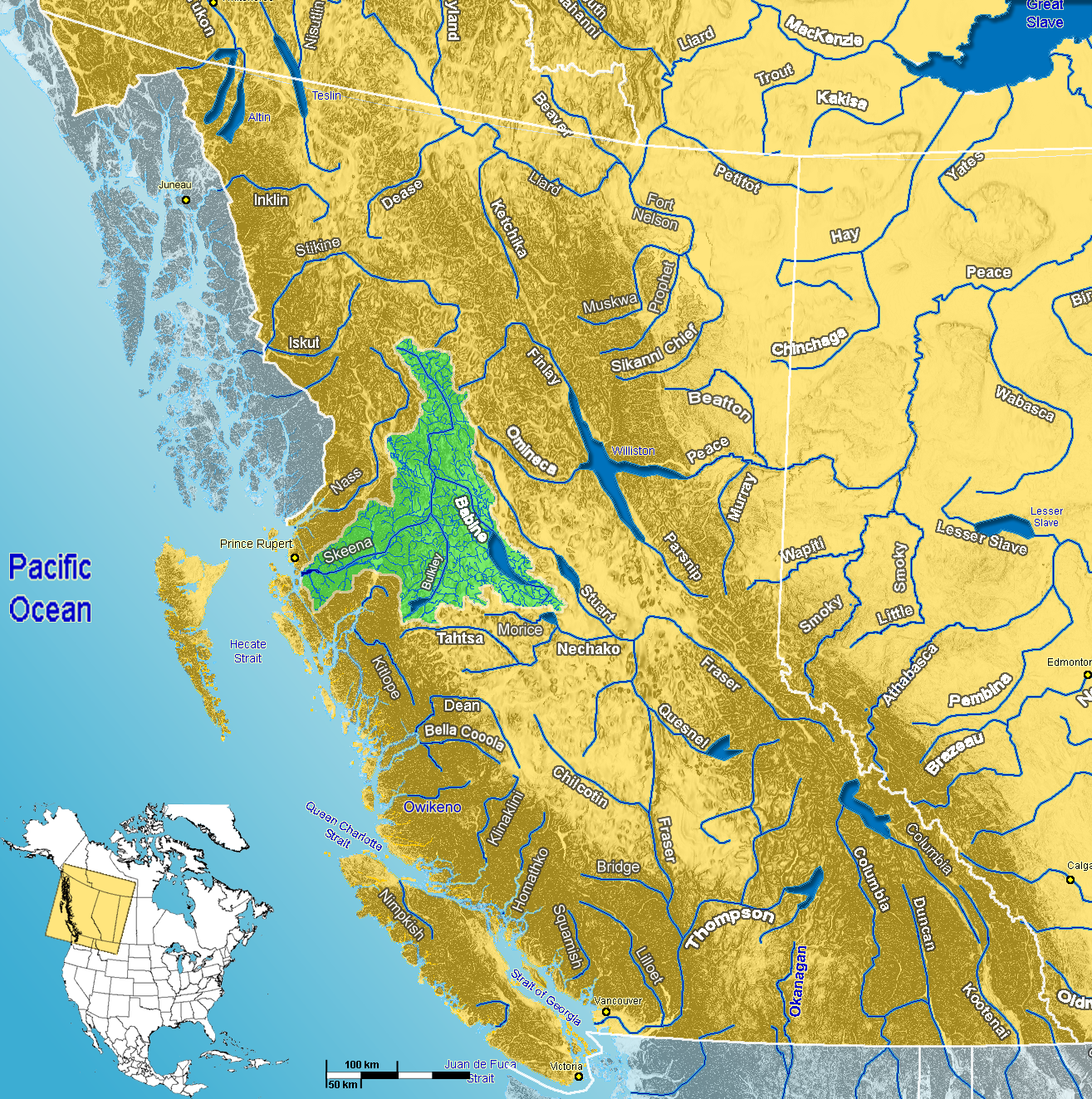
bacino dello Skeena River